# Тергозеро
Тергозеро — пресноводное озеро на территории Кенозерского сельского поселения Плесецкого района Архангельской области.

## Общие сведения
Площадь озера — 1,2 км², площадь водосборного бассейна — 47,3 км². Располагается на высоте 89,6 метров над уровнем моря.
Форма озера лопастная, продолговатая: оно почти на два километра вытянуто с северо-запада на юго-восток. Берега каменисто-песчаные, местами заболоченные.
С западной стороны озера берёт начало река Гузеньга, впадающая в Кумбасозеро — исток реки Кумбасы. Последняя является притоком реки Водлы, впадающей в Онежское озеро.
Острова на озере отсутствуют.
К юго-востоку от озера проходит лесная дорога.
Код объекта в государственном водном реестре — 01040100411102000019366.